# 中熊直正
中熊 直正（1893年7月18日—1942年11月7日）為日本陸軍軍人。最終階級為陸軍少將。

## 經歷
熊本縣出身。1915年（大正4年）5月25日、陸軍士官學校（27期）畢業。同年12月25日、任官步兵少尉。1939年（昭和14年）3月、獨立步兵第2大隊長等職。1940年（昭和15年）10月、異動調為豐橋陸軍教導學校學生隊長。
1941年（昭和16年）3月、晉階步兵大佐。1942年（昭和17年）4月、就任第2師團隷下步兵第4聯隊長，隨隊參加太平洋戰爭、於瓜達爾卡納爾島戰役戰死。歿後、特進陸軍少將。